# François Servien
François Servien, né en  1598 à Grenoble et mort le 2 février 1659 à Bayeux, est un prélat français du XVIIe siècle. Il est fils d'Antoine Servien, conseiller au parlement de Grenoble, et de Diane Bailly. Il a pour frère Abel Servien, marquis de Sablé, surintendant des finances.

## Biographie
François Servien est nommé en 1640 abbé de Mores, dans le diocèse de Langres, et en 1646 abbé de Saint-Jouin de Marnes, dans le diocèse de Poitiers. En 1653, Louis XIV l'appelle à remplacer Vital de l'Étang sur le siège épiscopal de Carcassonne. La même année, il succède à Alphonse-Louis du Plessis de Richelieu, cardinal de Lyon, dans le doyenné de Saint-Martin de Tours. La même année toujours, il échange ce bénéfice contre l'abbaye du Perray-Neuf, dans le diocèse d'Angers.
En 1654, François Molé se démet de l'évêché de Bayeux. François Servien, qui n'est pas encore préconisé pour le siège de Carcassonne, est transféré par le roi à Bayeux. Dès 1655, le nouvel évêque révoque tous les pouvoirs d'entendre les confessions qui ont été donnés à des prêtres n'ayant pas charge d'âmes — jusqu'à ce que ces prêtres soient de nouveau examinés sur leur capacité. Et, en 1656, il tient un synode diocésain où il publie de nouveaux statuts visant à rétablir la discipline ecclésiastique.
Il obtient aussi le prieuré de la Culture-Sainte-Catherine, à Paris, et confirme à Caen et à Bayeux l'établissement des filles de la Charité. Plus indulgent qu'Édouard Molé, il permet au père Eudes de Mézeray, fondateur des eudistes, de rouvrir sa chapelle, et lui confie la direction de son séminaire. En 1658 il fait la translation des reliques de saint Vigor de Bayeux dans la cathédrale, où il dépose aussi les ossements de sainte Fauste qu'il a obtenus du pape Alexandre VII.
Servien fait publier, dans un synode diocésain, la constitution du pape contre les cinq propositions de Jansénius, et en fait souscrire la condamnation par les membres de son clergé.
Un grave différend au sujet de la juridiction s'élève entre lui et Marie-Éléonore de Rohan-Montbazon, abbesse de la Sainte-Trinité de Caen. François Servien est obligé de se rendre à Paris pour cette affaire. Elle va être soumise à la cour de Rome et obtenir une solution, lorsque Servien, atteint de la pierre, doit revenir dans son diocèse. Son état s'aggrave. Il meurt à Bayeux le 2 février 1659, à l'âge de 61 ans.